# De Nieuwe Honsel
De Nieuwe Honsel was van 1919-1929 een atelier van sierkunstenaar Hendrik Cornelis Herens (1893-1934) dat gebrandschilderde lampen maakte.
Henk Herens werd op 4 december 1893 in Amsterdam geboren. Hij volgde een cursus tekenen aan de Academie voor Beeldende Kunsten in Den Haag en was daarna assistent bij de restauratie van de gebrandschilderde ramen van de Sint-Janskerk in Gouda.
In 1919 begon hij een eigen atelier in Honselersdijk waar hij gebrandschilderde en glas-in-loodramen maakte. Het atelier kreeg de naam De Honsel, en later De Nieuwe Honsel.
Zijn eerste lampen kregen natuurgetrouwe decoraties, maar langzamerhand ging hij over tot de expressionistische Amsterdamse Schoolstijl. Hij ontwierp lampen voor grote klanten als De Bijenkorf en bioscoop Tuschinsky. Daarna maakte hij ook voor particulieren lampen in de Tuschinsky-stijl.
In 1921 verhuisde het atelier naar Loosduinen en in 1923 naar Den Haag. Het atelier sloot in 1929.